# Papa Benet V
Benet V (Roma? – Hamburg, 4 de juliol del 966) fou Papa de l'Església catòlica del 964 al 964.
Aquest cardenal diaca de gran cultura, fet que li va valer el sobrenom d'«el gramàtic», va ser escollit papa per substituir Joan XII a la seva mort. Aquesta elecció obviava el papat de Lleó VIII, protegit de l'emperador Otó I que l'havia imposat quan va deposar Joan XII el 963.
Quan va conèixer el nomenament de Benet, l'emperador Otó va tornar a Roma i, el 23 de juny del 965, va apressar el Papa Benet. Otó el va relegar al rang de diaca i el va desterrar a Hamburg; posteriorment va reposar a la càtedra de Sant Pere al seu protegit Lleó.

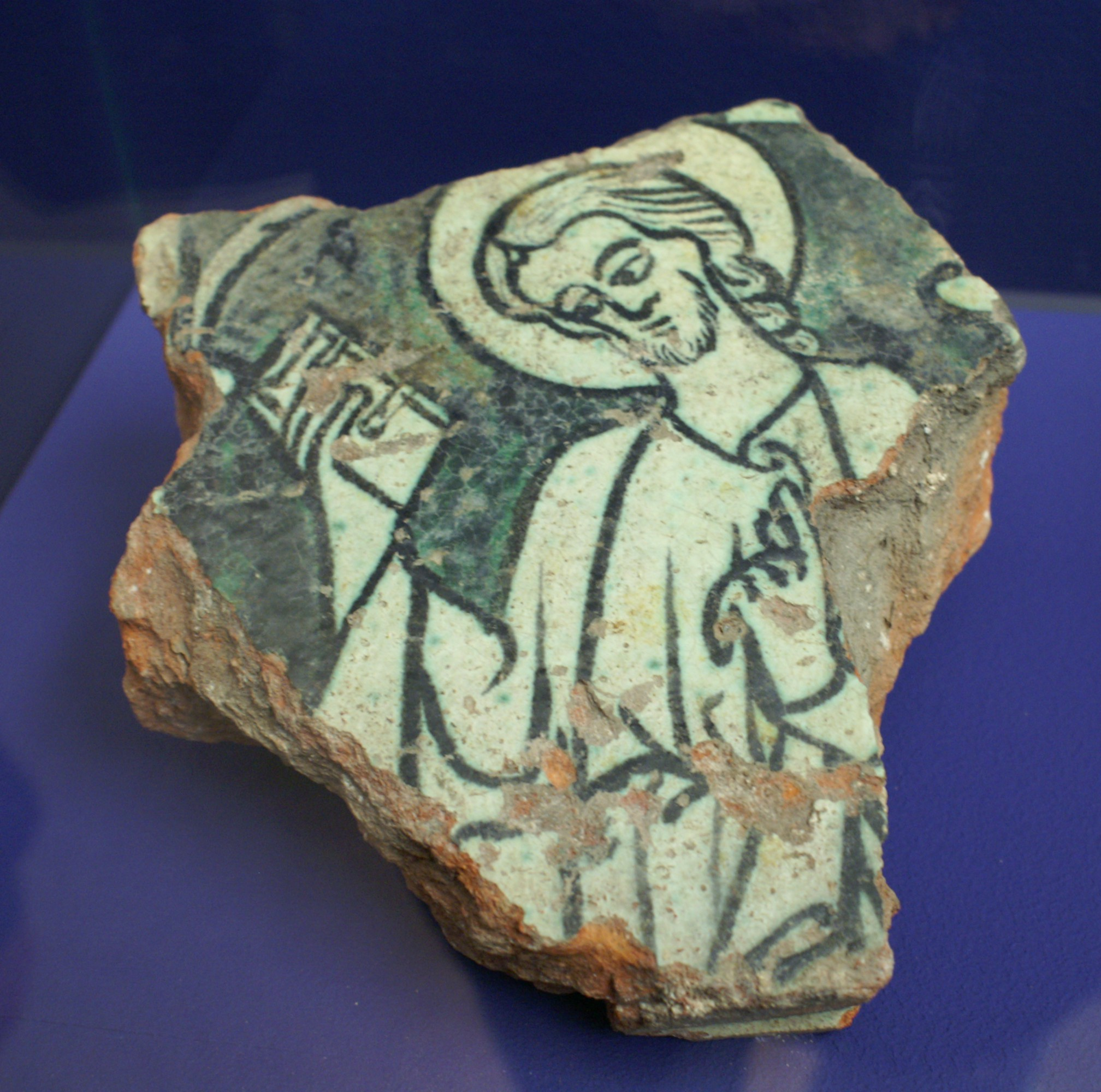
Fragment del monument funerari de Benet V.

Benet va morir el 4 de juliol del 966, en el seu exili d'Hamburg, on es trobava sota la custòdia d'Adaldag, l'arquebisbe de Bremen-Hamburg. Fou enterrat en la catedral d'Hamburg, tot i que les seves restes van ser traslladades a Roma sota el regnat d'Otó III.